# Amstrad GX4000
O GX4000 foi um console desenvolvido e lançado pela Amstrad na Europa em 1990. Essa foi uma tentativa da Amstrad em tentar entrar no mercado de consoles, estando posteriormente no mercado de microcomputadores com o Amstrad CPC. A empresa lançou primeiro o Amstrad CPC Plus, uma variante mais sofisticada do seu microcomputador, e simultaneamente, uma versão de console, que é o GX4000. Isso permitiu o sistema a ser compatível com o software do CPC Plus.
O GX4000 foi um fracasso no mercado, e foi descontinuado apenas um ano depois do seu lançamento. O GX4000 foi a primeira e última tentativa da Amstrad em tentar entrar nesse mercado.

## Jogos[2]
| Título                            |
| --------------------------------- |
| Barbarian II: The Dungeon of Drax |
| Batman: The Movie                 |
| Burnin' Rubber                    |
| Copter 271                        |
| Crazy Cars II                     |
| Dick Tracy                        |
| Fire & Forget II                  |
| Klax                              |
| Mystical                          |
| Navy Seals                        |
| No Exit                           |
| Operation Thunderbolt             |
| Pang                              |
| Panza Kick Boxing                 |
| Super Pinball Magic               |
| Plotting                          |
| Pro Tennis Tour                   |
| RoboCop 2                         |
| Skeet Shot                        |
| Switchblade                       |
| Tennis Cup 2                      |
| The Enforcer                      |
| Tintin on the moon                |
| Wild Streets                      |
| World of Sports                   |

## Galeria

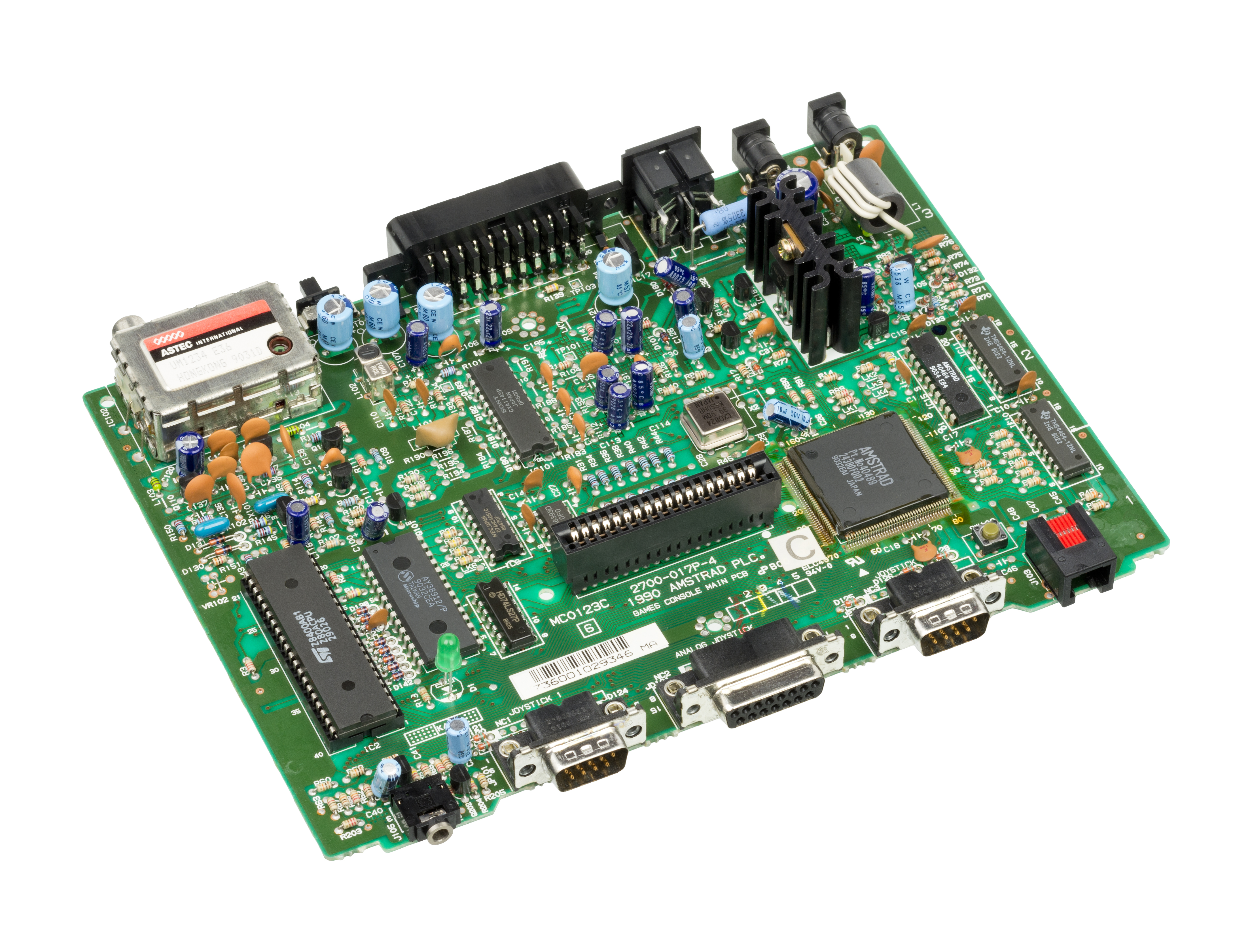
Placa mãe do GX4000
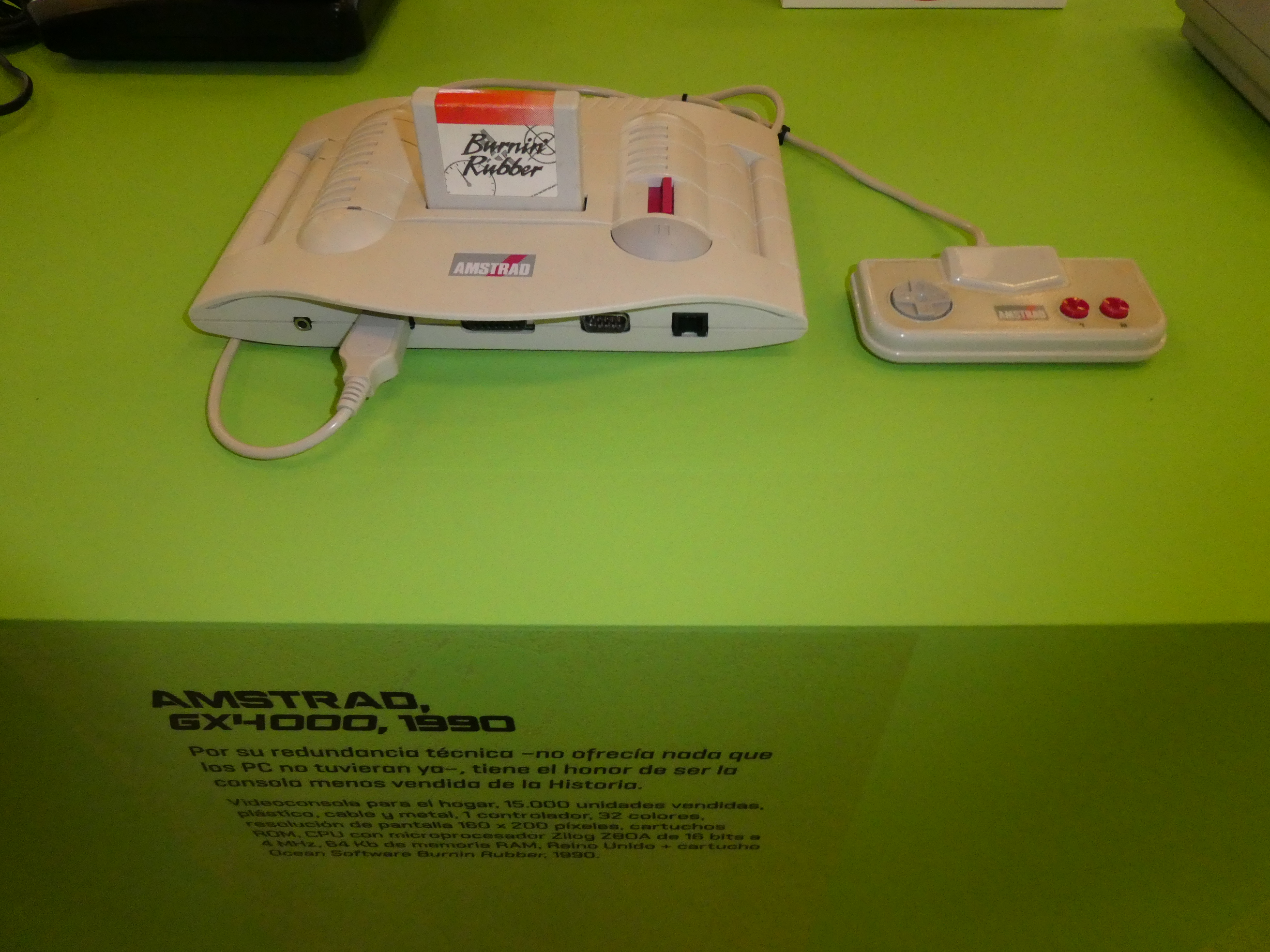
GX4000 com cartucho
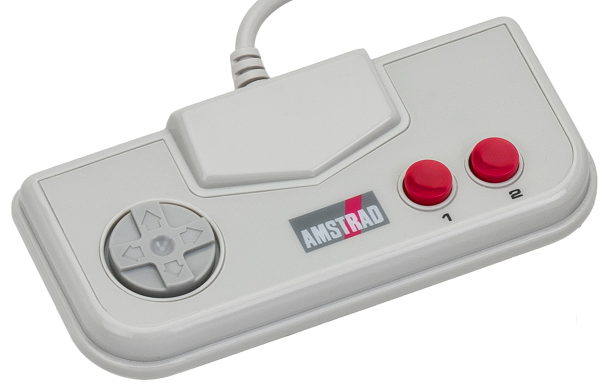
Controle do GX4000
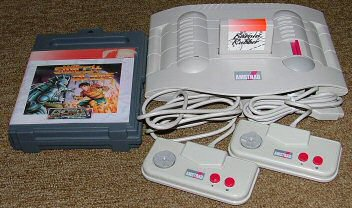
GX4000 com dois controles
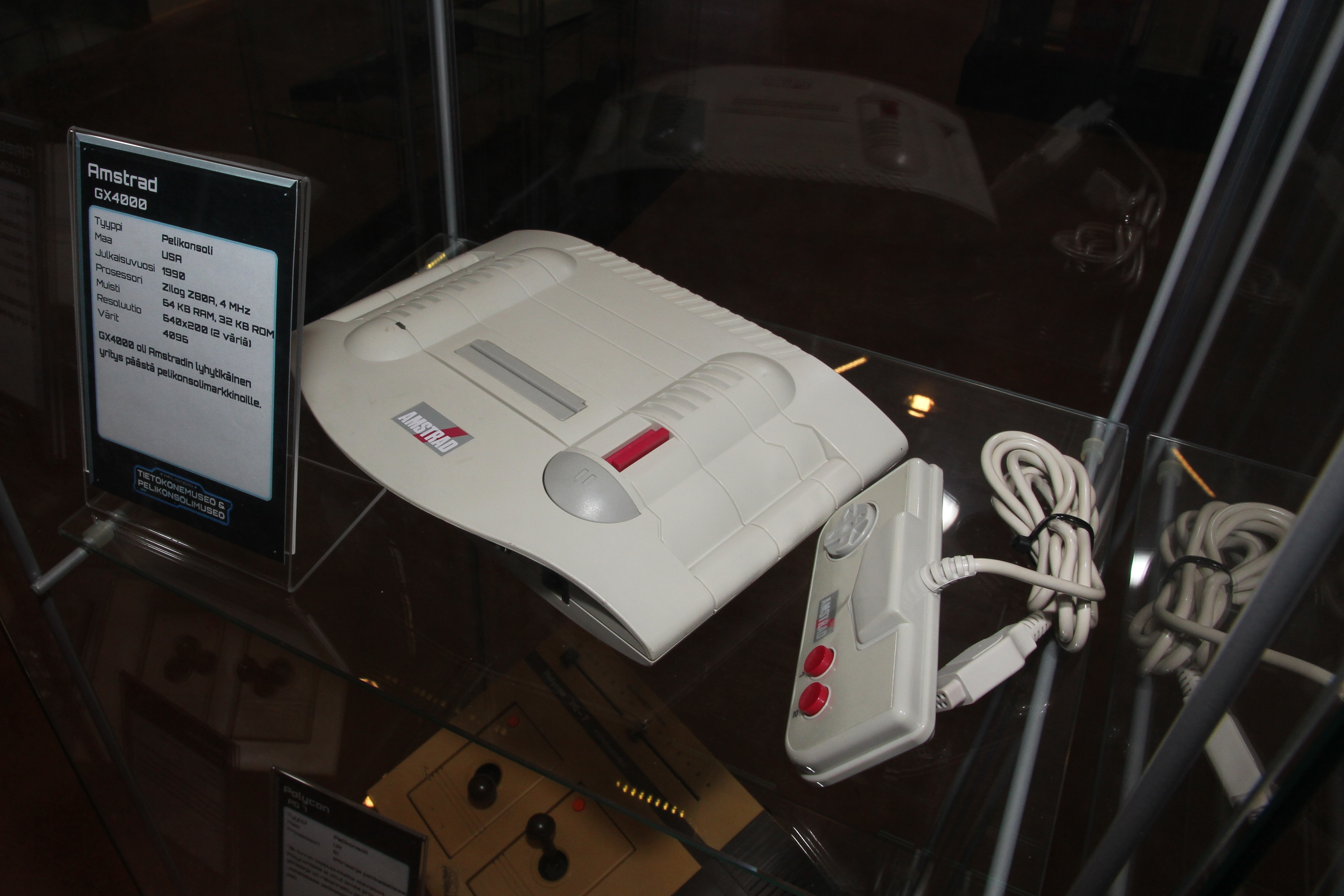
Amstrad GX4000 no museu de computadores e consoles de Helsínquia